# Râul Mosela
Mosela (franceză Moselle, germană Mosel) este un râu cu o lungime de 550 km și un debit mediu de apă de 150 m³/s. Curge prin Franța, Luxemburg și Germania, vărsându-se în fluviul Rin la Koblenz. Valea acestui râu este faimoasă pentru peisajele sale variate și vinurile de calitate produse în regiune. Are ca afluenți râurile Meurthe și Saar.

## Curs
Orașe importante aflate pe cursul râului Mozela:
- în Franța:
  - Remiremont
  - Épinal
  - Toul
  - Pont-à-Mousson
  - Metz
  - Thionville
- în Luxemburg:
  - Schengen
  - Mertert
- în Germania:
  - Trier
  - Bernkastel-Kues
  - Cochem
  - Koblenz

## Geografie
Râul își are izvorul la cota 715 m  în pasul Col de Bussang (731 m) din munții Vosges din estul Franței, în apropiere de comuna Bussang din regiunea Lorena, și se varsă în Rin după un curs de 544 km la Colțul german din Koblenz (cota 59 m). La vărsare Mosela are un debit mediu de 290 m³/s, fiind ca mărime al doilea afluent al Rinului după Aare.

## Galerie de imagini

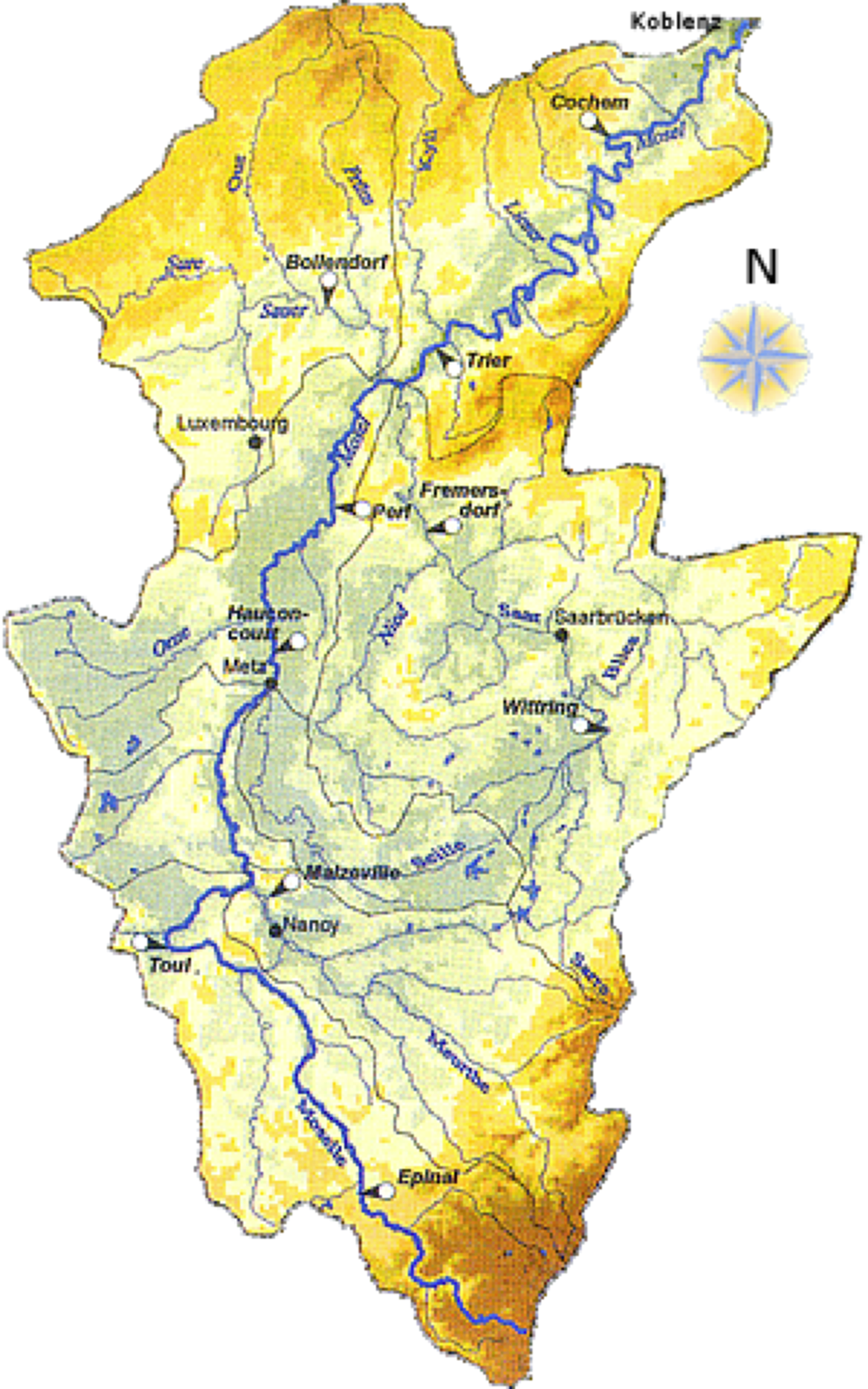
Bazin hidrologic
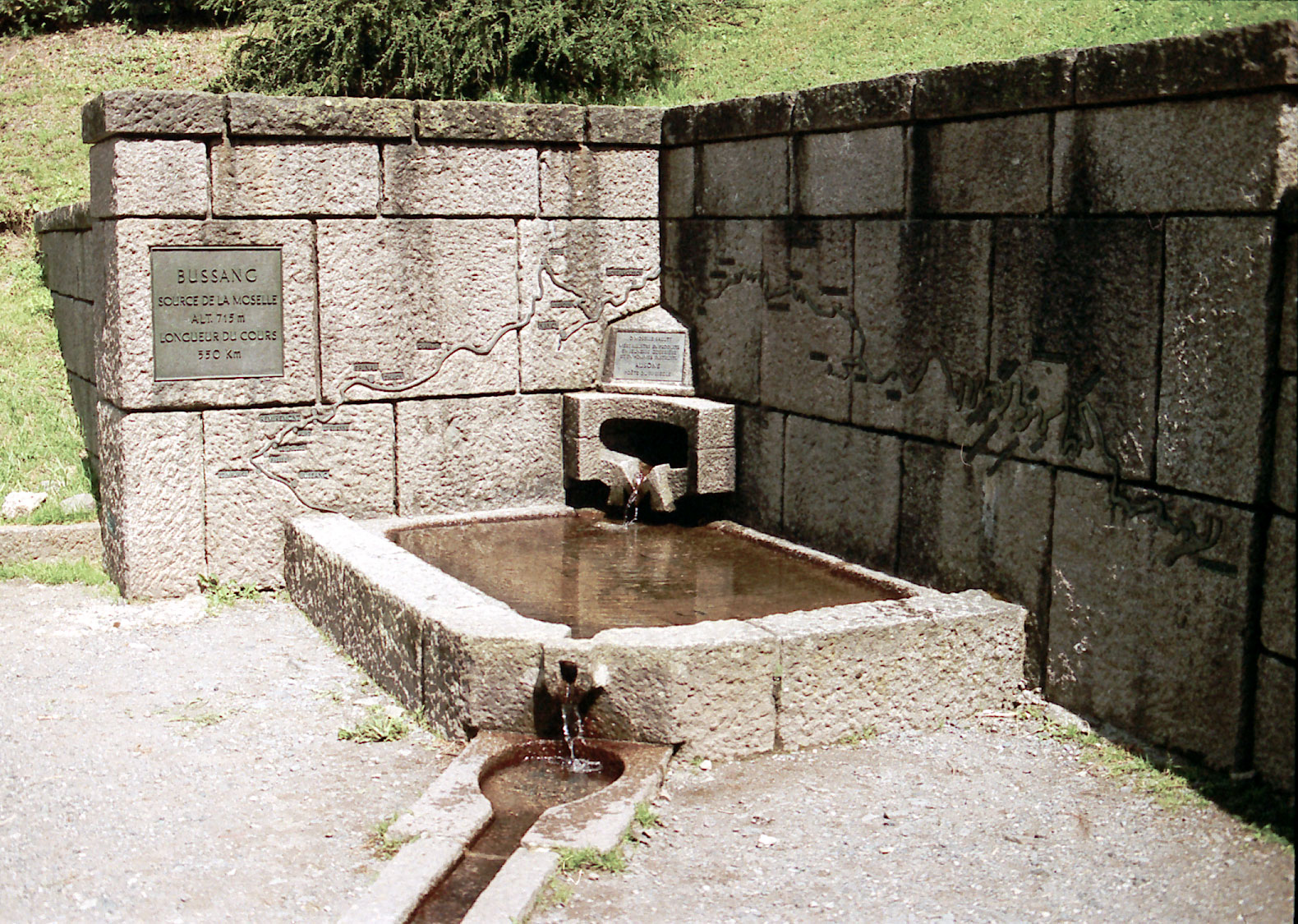
Izvorul
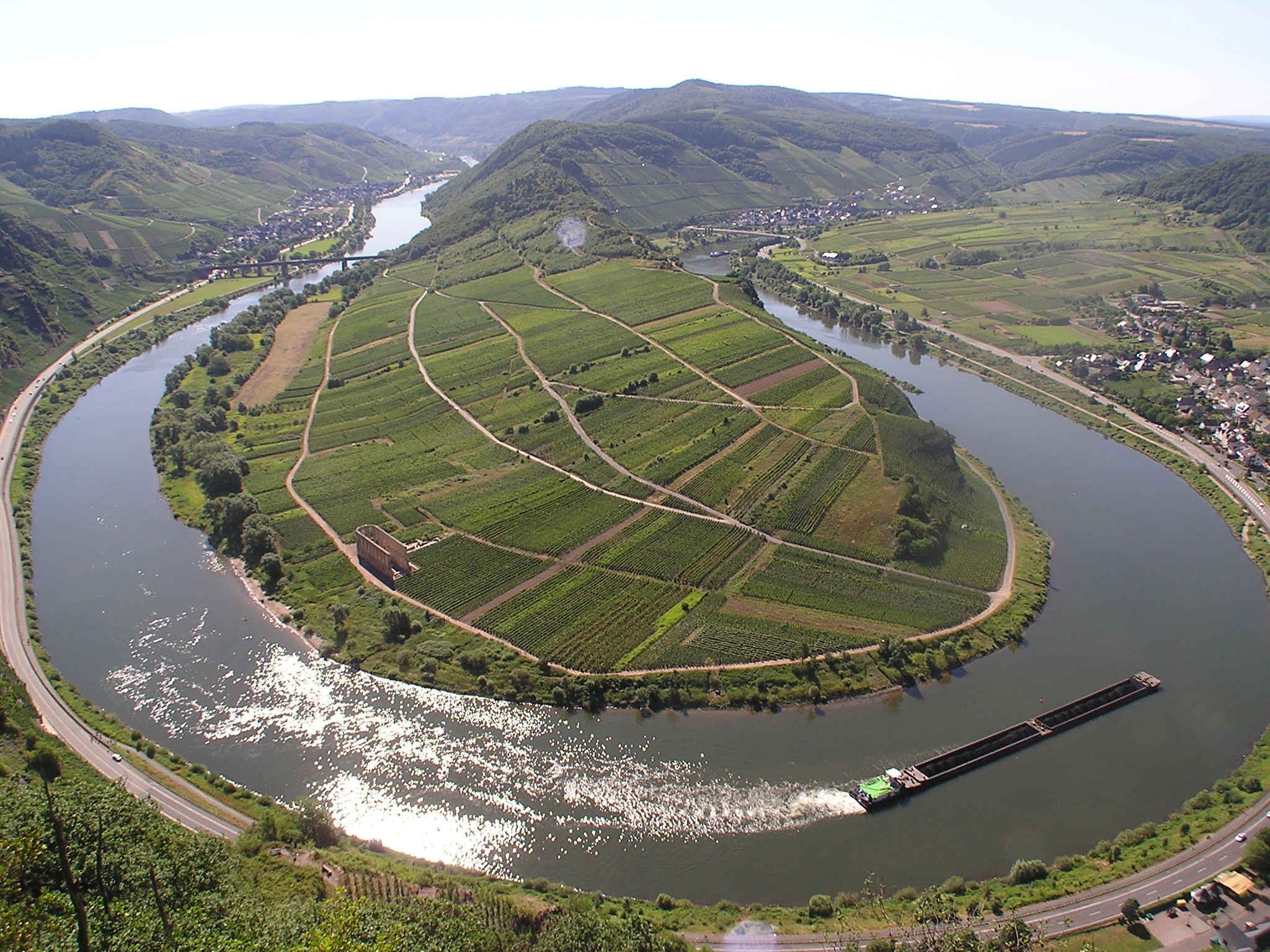
Mosela în Bremm
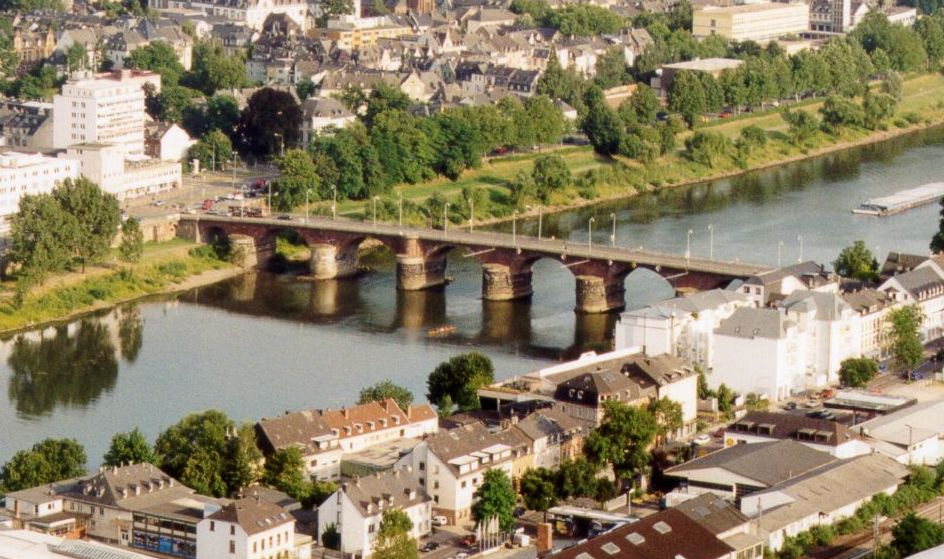
Podul roman în Trier
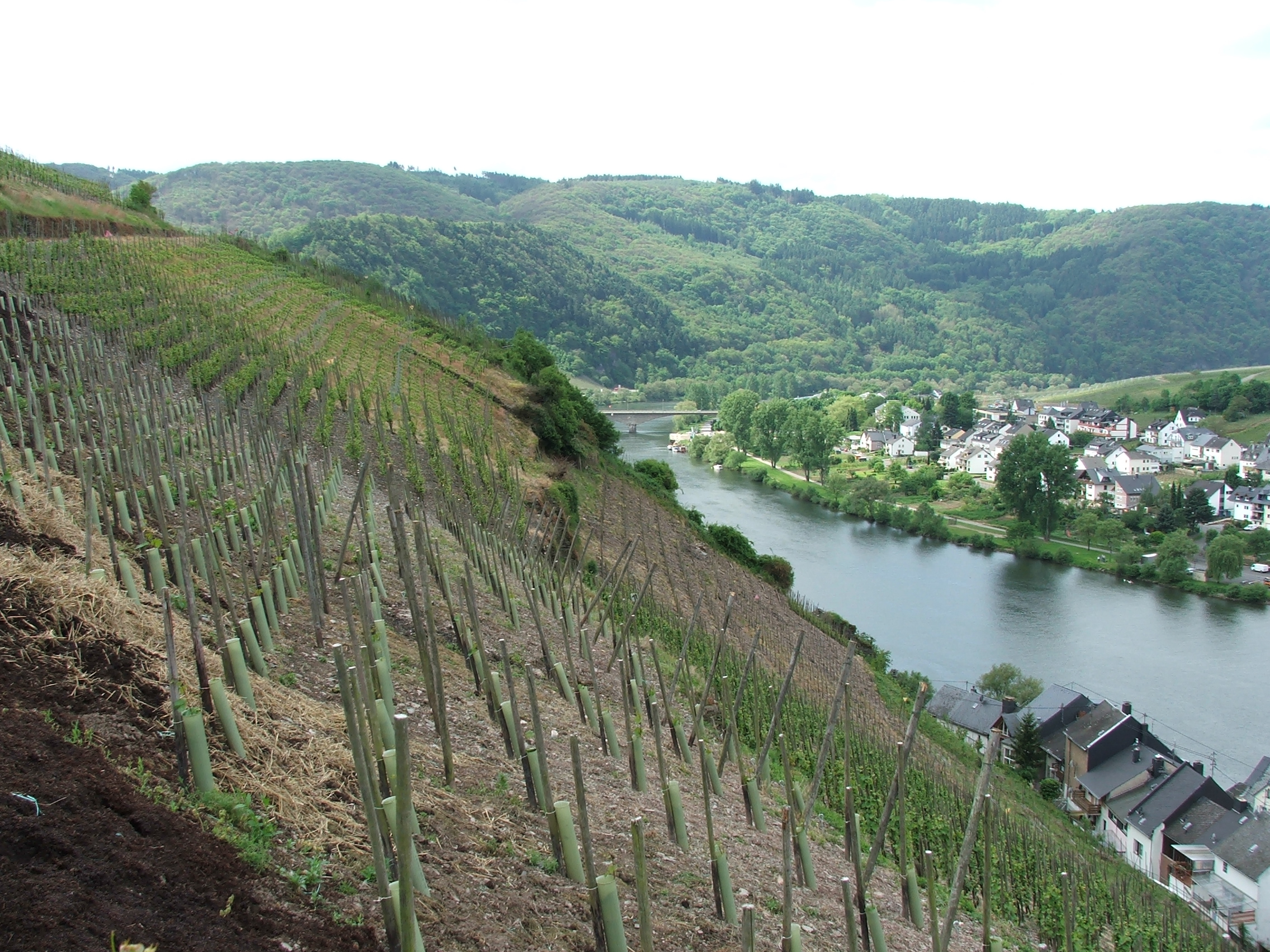
Cultură de vie pe malul râului